# Stadtbus Rottweil
Die Stadtbus Rottweil GmbH betreibt als konzessioniertes Privatunternehmen den öffentlichen Personennahverkehr (Stadtbus) in Rottweil.
Bis 2013 war der städtische  Energieversorger ENRW der Betreiber der Buslinien, vergab die Fahrleistungen jedoch an private Busunternehmen, die unter der Marke Stadtbus Rottweil verkehrten. Nach einer Ausschreibung der Linien durch die Stadt Rottweil bekam das eigenwirtschaftliche Angebot der Hauser Verkehrslinien GmbH den Zuschlag. Diese firmierte anschließend um in Stadtbus Rottweil GmbH. Die Vergabe erfolgte mit Beginn am 1. September 2013 und einer Laufzeit von acht Jahren.
Zur Firmengruppe der Eigentümerfamilie Hauser gehören neben der Stadtbus Rottweil GmbH u. a. auch die Hauser-Reisen GmbH und die Omnibus Fischinger GmbH.
Im September 2019 wurde die Firma an das Busunternehmen HVB Wiest+Schürmann aus Hechingen veräußert, welche bereits in Hechingen und Villingen-Schwenningen öffentlichen Personennahverkehr betreibt. Bei der Übernahme konnten die Firmen Omnibus Fischinger GmbH und City Taxi GmbH ebenfalls von der Firma HVB Wiest+Schürmann übernommen werden, darüber hinaus gingen sämtliche Fahrzeuge in den Besitz über. Weiterhin wurde die komplette Belegschaft der Fahrer und Verwaltungsangestellten von der Firma HVB Wiest+Schürmann beim Unternehmerwechsel 09/19 übernommen.